# Pietermaritzburg
 (août 2022).
Si vous disposez d'ouvrages ou d'articles de référence ou si vous connaissez des sites web de qualité traitant du thème abordé ici, merci de compléter l'article en donnant les références utiles à sa vérifiabilité et en les liant à la section « Notes et références ».
Pietermaritzburg est une ville d'Afrique du Sud, capitale de la province du KwaZulu-Natal. Elle est familièrement appelée tout simplement « Maritzburg » ou encore sous ses initiales de PMB.

## Géographie

### Transports

#### Chemin de fer
La gare de Pietermaritzburg est desservie par des trains longue distance sur les lignes Durban-Johannesburg et Durban-Cape Town de Shosholoza Meyl.

#### Lignes de bus
La municipalité de Pietermaritzburg exploitait historiquement un service de tramway, qui a été fermé dans les années 1940, et un service de bus, qui a été fermé dans les années 1980.
De nos jours, des services de bus quotidiens réguliers relient Pietermaritzburg à d’autres grandes villes d’Afrique du Sud. La gare routière est située sur Burger Street, en face du McDonalds Centre, et dessert les principales compagnies de bus. Greyhound et Intercape sont les plus fiables et ils effectuent plusieurs allers-retours de Durban à Johannesburg tous les jours, où Pietermaritzburg est l’avant-dernier arrêt avant Durban.

#### Liaison aérienne
La ville est desservie par l’aéroport de Pietermaritzburg, qui propose des services réguliers vers l’aéroport international OR Tambo de Johannesburg.

#### Routes
Pietermaritzburg se trouve sur l’autoroute N3, la route principale entre la ville portuaire de Durban, à environ 90 kilomètres (56 mi), et l’agglomération Pretoria-Johannesburg-Witwatersrand.
La R33 relie Pietermaritzburg à Lephalale via Greytown, Paulpietersburg, Carolina, Belfast et Vaalwater au nord-est, tandis que la R56 relie Pietermaritzburg au Cap via Ixopo, Kokstad, Dordrecht, Molteno, Middelburg, puis la N10 jusqu’à Hanovre, puis la N1 via Beaufort, et Mthatha, East London, Port Elizabeth, George et Mossel Bay via la N2 au sud-ouest. La route R56 est cosignée avec l’autoroute N2 à Stafford’s Post.

#### Taxis
Pietermaritzburg dispose de deux types de services de taxi: les taxis avec compteur et les taxis minibus. Contrairement à de nombreuses villes, les taxis avec compteur ne sont pas autorisés à circuler dans la ville pour solliciter des tarifs et doivent plutôt être appelés et commandés à un endroit spécifique. Un certain nombre d’entreprises desservent Pietermaritzburg et ses environs. Ces taxis peuvent également être appelés pour les transferts aéroport, les ramassages point à point et les navettes.
Les taxis minibus sont le mode de transport standard pour la majorité de la population qui n’a pas les moyens d’acheter des véhicules privés.

#### Transport public rapide intégré (IRPT)
Un système de transport en commun rapide par bus est en cours de développement à Pietermaritzburg.
La phase initiale verrait le développement d’un corridor ouest-est d’Edendale à Northdale. La route du BHNS traversera le CBD le long de Church Street.

## Histoire

### Fondation de Pietermaritzburg

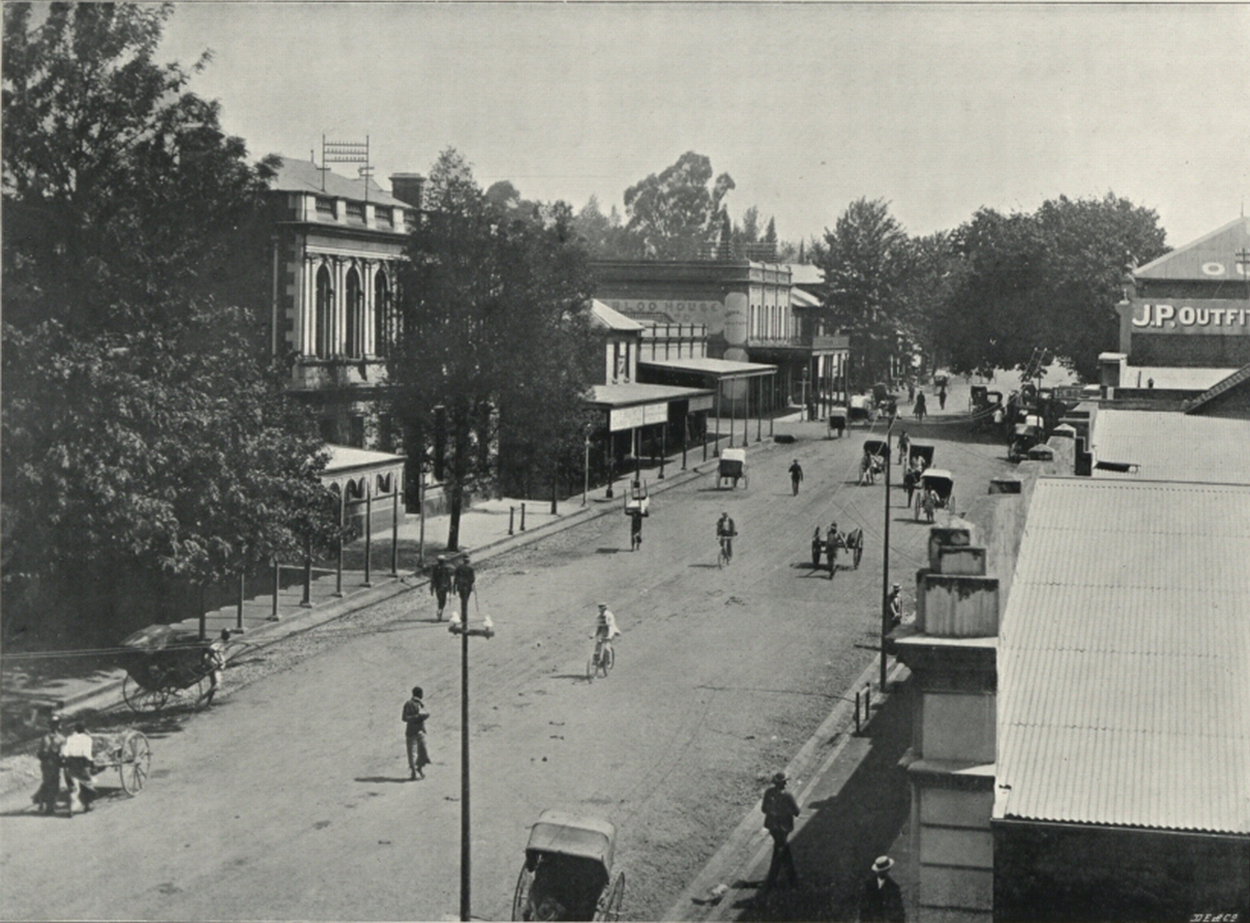
Church Street à la fin du XIXe siècle.

Au temps de l'Empire zoulou, le site de la future ville de Pietermaritzburg était appelé uMgungundlovu (« place des éléphants »).
La ville est fondée en 1838 sous l'appellation Pieter Mauritz Burg par les Voortrekkers, à la suite de la bataille de Blood River et rend hommage à Piet Retief, un chef boer tué peu de temps auparavant par les Zoulous ainsi qu'à Gert Maritz. L'appellation actuelle date de mars 1839.

### La capitale de la république boer de Natalia
Elle fut la capitale de l'éphémère république boer de Natalia, avant de devenir celle du Natal après l'annexion de cette colonie en 1843 par les Britanniques.

### La capitale du Natal puis du KwaZulu-Natal
Le Royaume-Uni fit de Pietermaritzburg le siège de son administration dans la colonie du Natal.
Fort Napier fut alors construit pour abriter une garnison.
En 1846, le Natal Witness, premier journal de la colonie, fut publié.
En 1872, un jardin botanique de 46 hectares fut aménagé.

#### Le prince impérial
En 1879, le jeune prince impérial, Louis-Napoléon, fils de Napoléon III, officier de l'armée britannique est stationné à Pietermaritzburg. Il vient ainsi remercier l'hospitalité de la reine Victoria en venant combattre les zoulous au sein de l'armée britannique. Il est tué par les zoulous au cours d'une reconnaissance après une résistance héroïque mais vaine. 
L'impératrice Eugénie de Montijo viendra se recueillir sur les lieux du décès de son fils quelques mois plus tard.

#### Gandhi
C'est à Pietermaritzburg que le futur Mahatma Gandhi, alors avocat indien, est expulsé du train dans lequel il voyageait parce qu'il n'était pas blanc et qu'il voyageait en première classe. Aujourd'hui, une statue en bronze de Gandhi trône sur Church Street au centre-ville.

### Une capitale provinciale

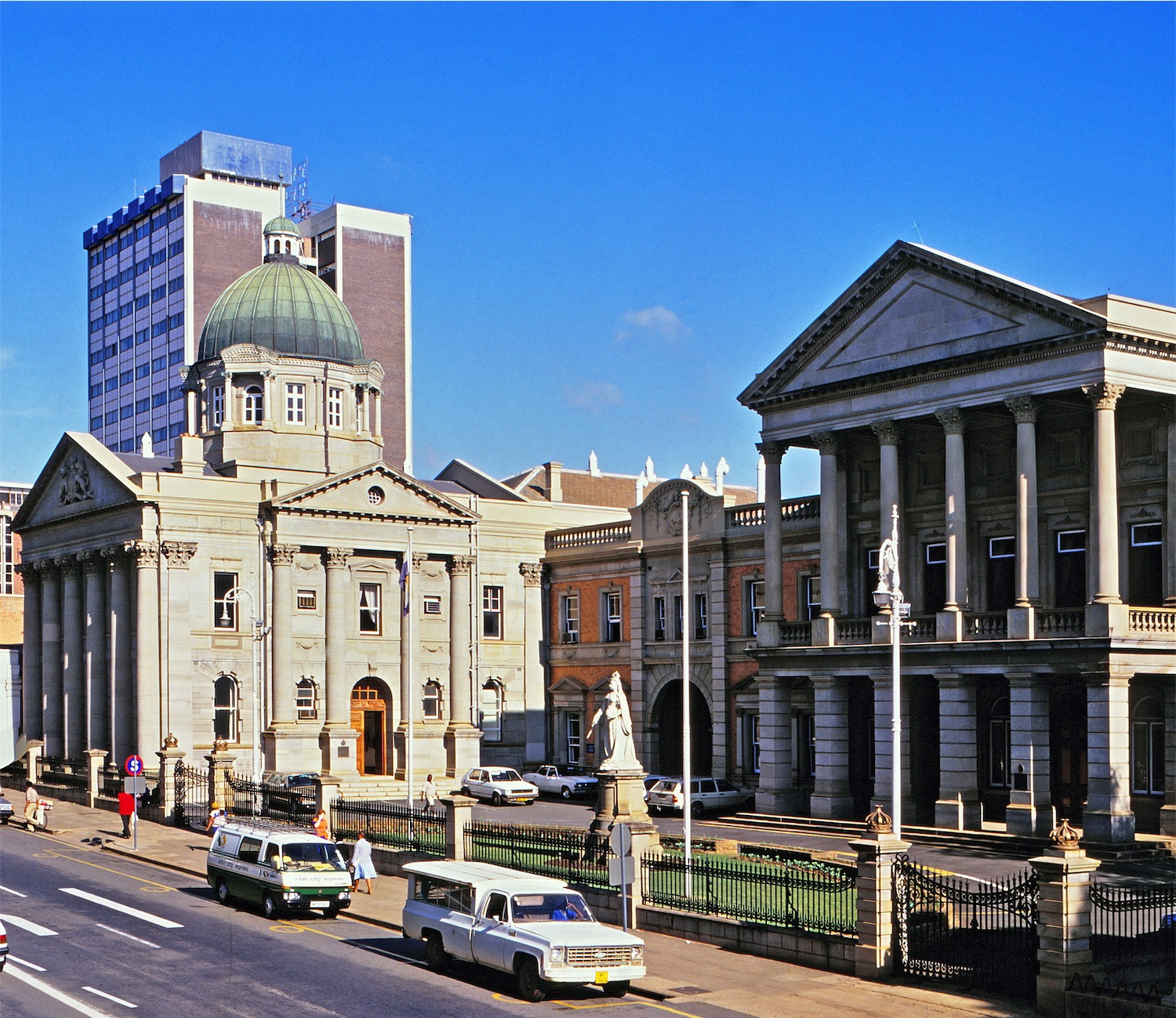
Le parlement du KwaZulu-Natal à Pietermarizburg.

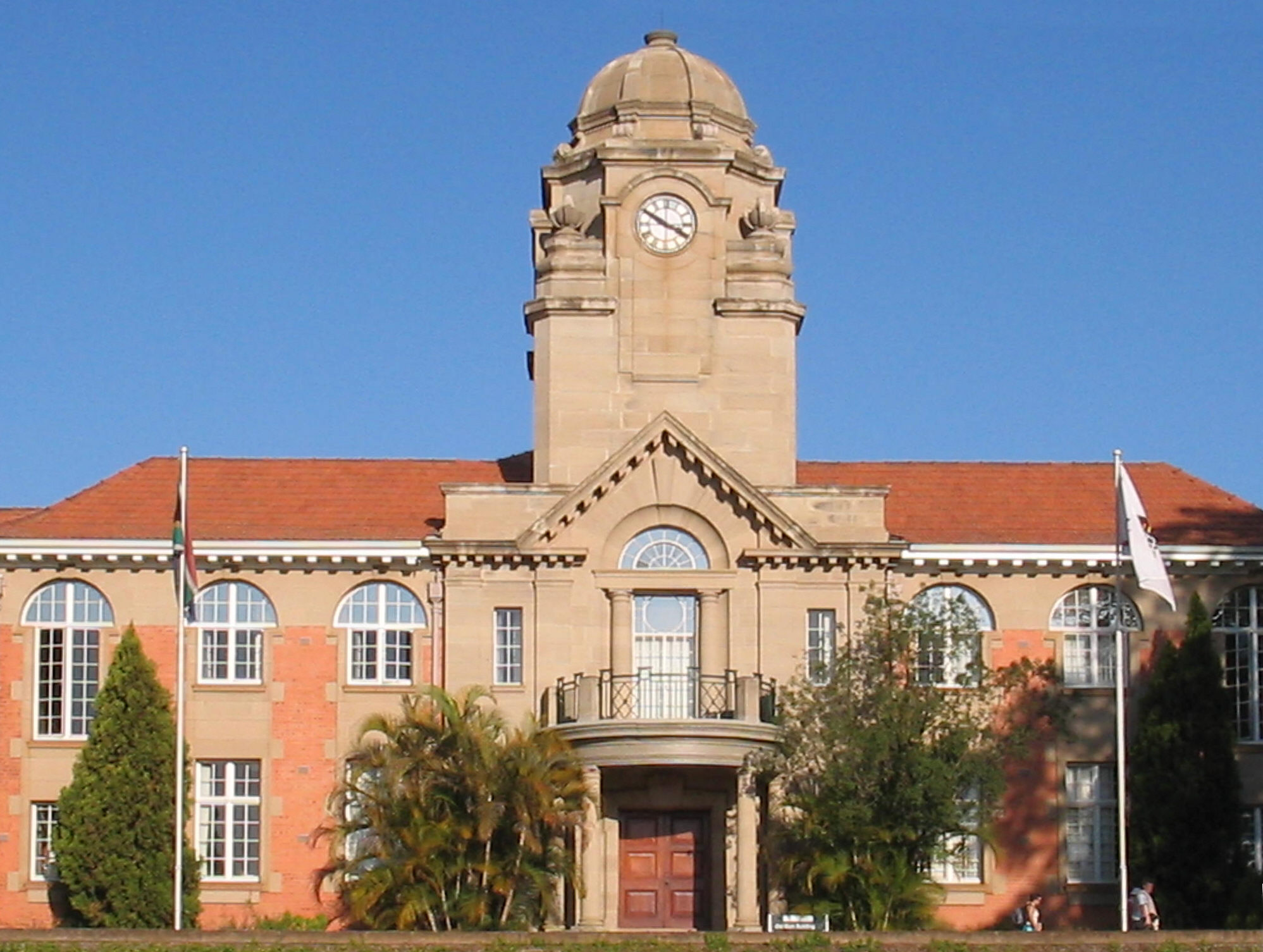
L'université du KwaZulu-Natal.

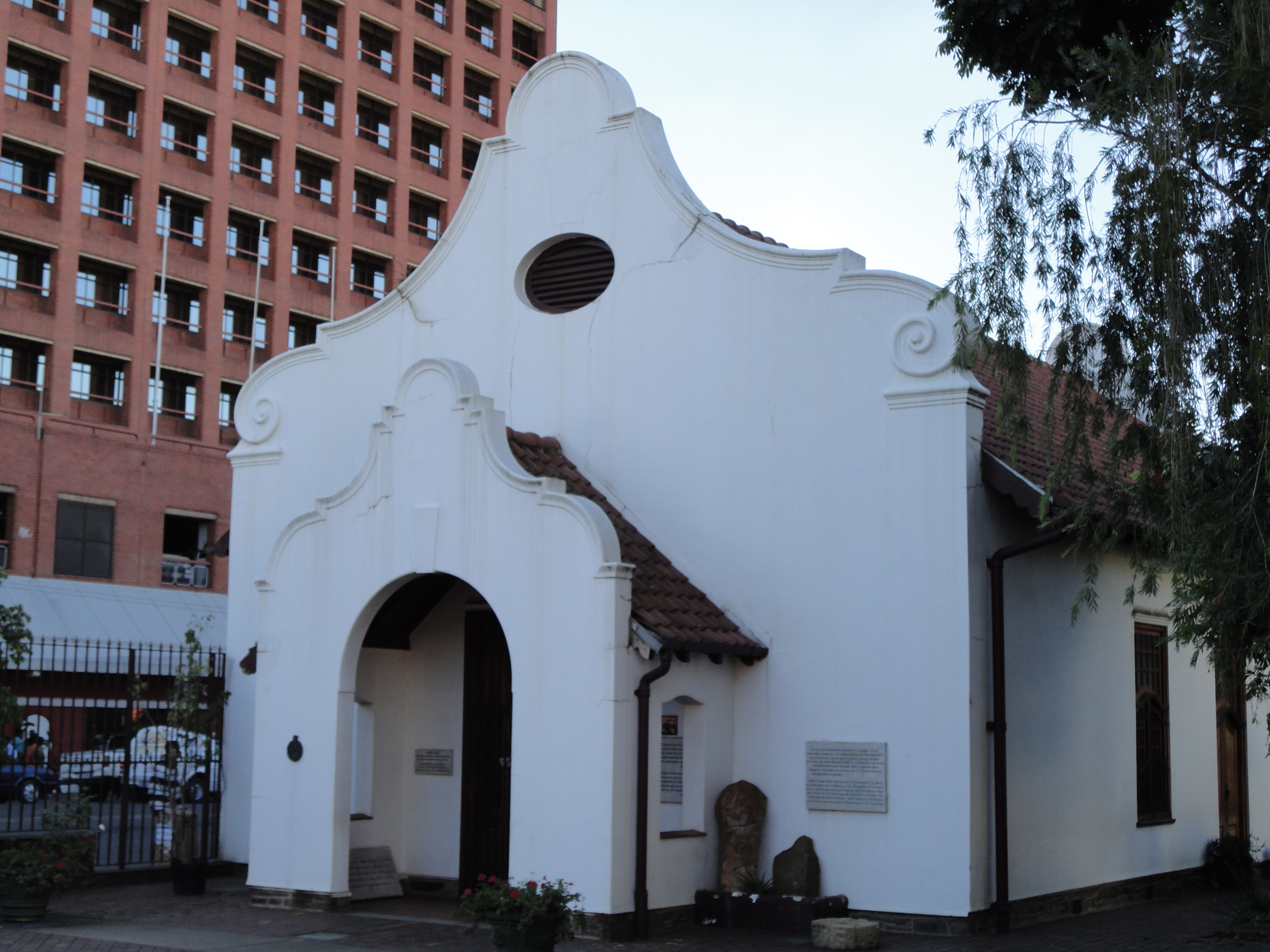
L'église du vœu (1841).

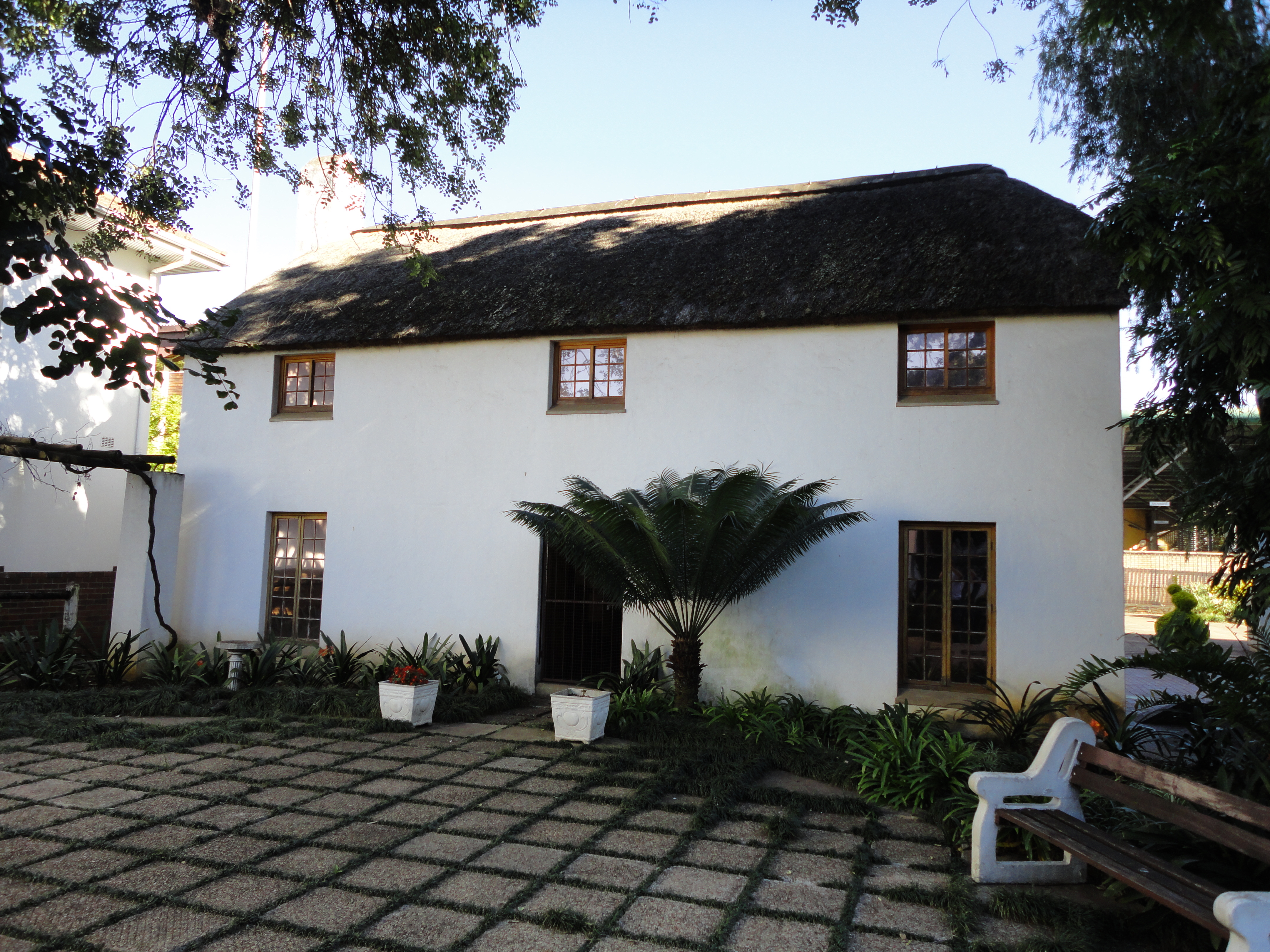
La maison restaurée et reconstituée d'Andries Pretorius (1843).

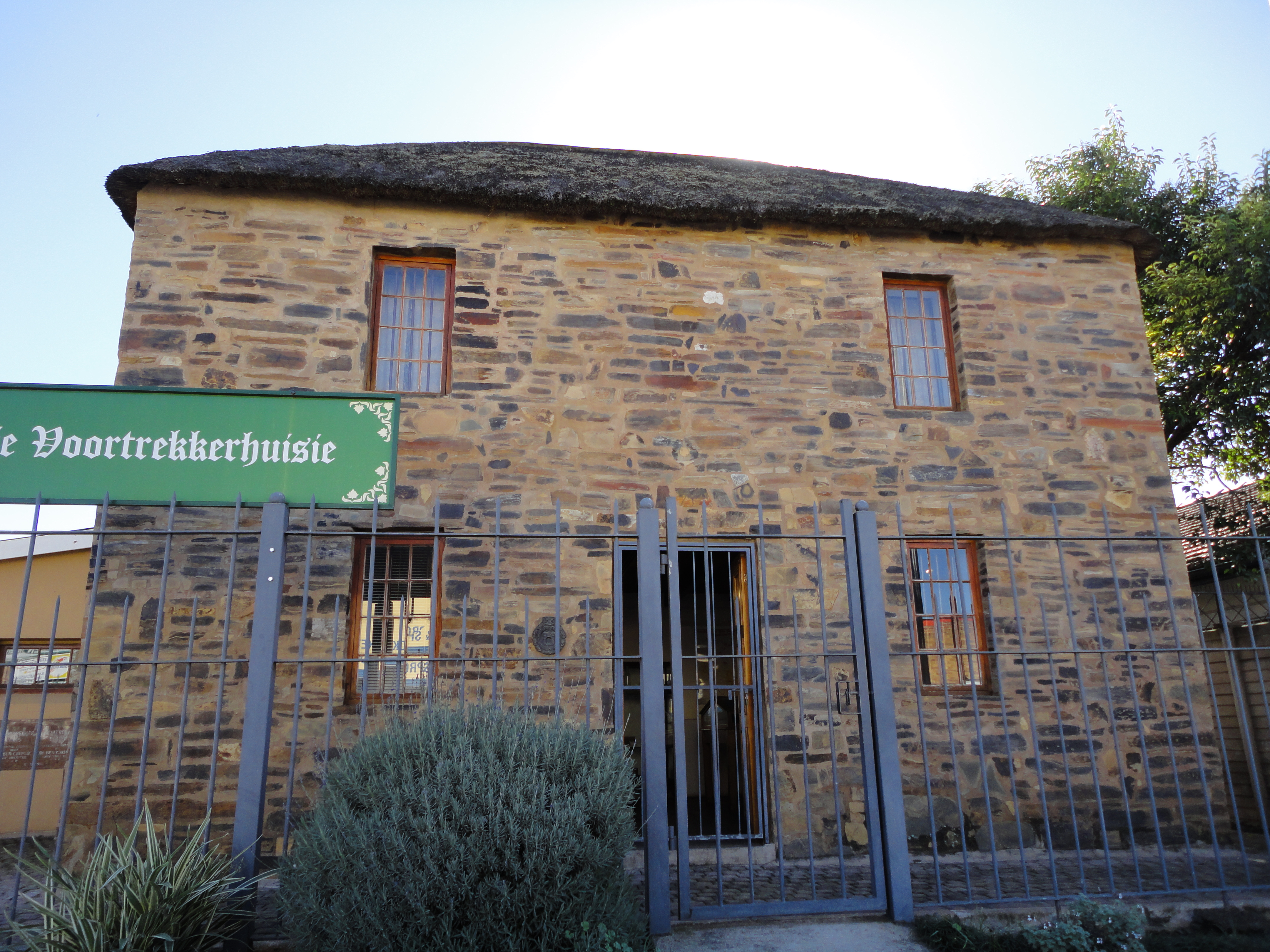
Le musée Voortrekker.

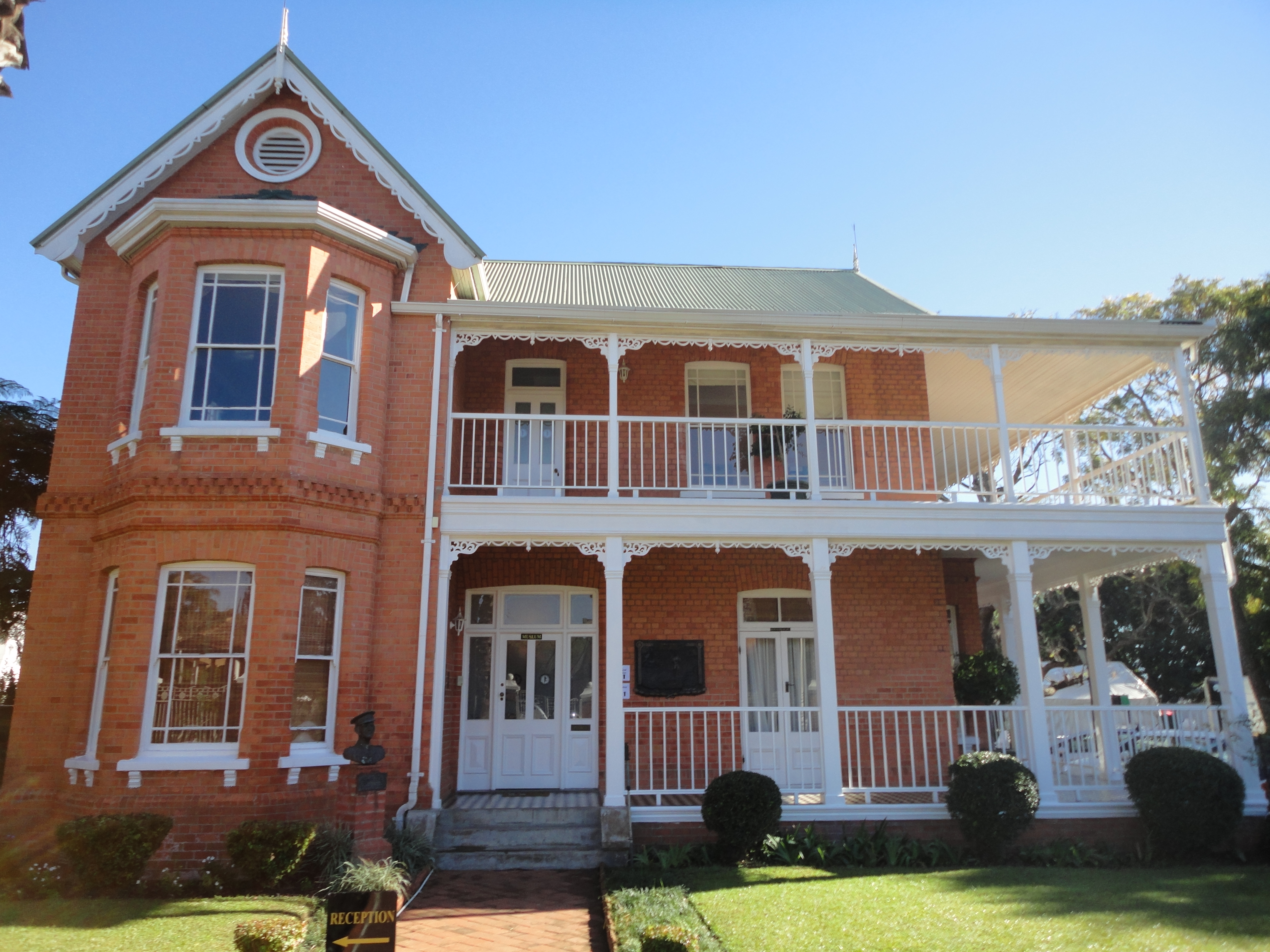
Une maison victorienne
(Comrades Marathon House).

En 1893, le Natal forme son premier gouvernement. Un parlement est construit près de l'hôtel de ville.
En 1901, des camps de concentration regroupant des enfants et des femmes boers furent aménagés dans la région.
De août 1914 à juin 1919, un camp d'internement pour civils allemands et autro-hongrois abrita une moyenne de 2 500 hommes à Fort Napier.
Au cours du XXe siècle, Pietermaritzburg gardera son statut de capitale administrative du Natal bien qu'éclipsée par le grand port économique de Durban située à 80 km au sud.
En 1994, elle doit partager son statut de capitale de la nouvelle province du Kwazulu-Natal avec Ulundi, l'ancienne capitale du bantoustan du Zoulouland.
Pietermaritzburg devient ainsi le siège du parlement alors qu'Ulundi est le siège du gouvernement et de l'administration centrale mais les infrastructures de la ville zoulou se révèlèrent rapidement insuffisantes pour assumer une telle charge.
En 2004, le choix de Pietermaritzburg comme capitale unique du KwaZulu-Natal est imposé par le nouveau gouvernement ANC de la province.

## Démographie
La ville compte 230 000 habitants et fait partie de la nouvelle municipalité de Msunduzi qui compte 600 000 habitants (75 %  noirs).
Selon le magazine CEOWORLD , elle est considérée comme l'une des villes les moins sûres au monde.

## Politique
Des élections générales sud-africaines de 1910 à celles de 1989, l'arrondissement de Pietermaritzburg est constitué de deux circonscriptions parlementaires, Pietermaritzburg Nord (reconfiguré et appelé Pietermaritzburg City de 1938 à 1970) et Pietermaritzburg Sud (re-délimité au sein d'un district de Pietermaritzburg jusqu'en 1970). En 1974, la délimitation des circonscriptions revient aux divisions nord et sud.Durant cette période, la franchise électorale accordée, lors de la fondation de l'Union de l'Afrique du Sud, aux hommes blancs a été étendue aux femmes blanches en 1931.
À Pietermaritzburg, l'électorat est très nettement dominé par les anglophones. De 1915 à 1929, ceux-ci se tournent d'abord vers les candidats loyalistes envers l'empire britannique ou vers le parti travailliste (également loyaliste). Lors des élections générales sud-africaines de 1920, le candidat travailliste remporte la circonscription de Pietermaritzburg-nord qu'il perd ensuite en 1929 à cause de la scission interne survenu au sein du parti au niveau national.
Au début des années 1930, la Grande Dépression et le Statut de Westminster accordé à l'Union sud-africaine divisent l'électorat loyaliste entre les impérialistes et les unionistes. De 1933 à 1948, le parti du Dominion et le parti uni constituent les deux principales forces politique à se disputer les circonscriptions de Pietermaritzburg. La Seconde Guerre mondiale rapproche les deux formations qui finissent par s'allier et s'unir, permettant aux électeurs des 2 circonscriptions de Pietermaritzburg de resserrer leurs suffrages sur les candidats du parti uni, lors des élections générales sud-africaines de 1948, pour faire face aux candidats républicains et pro-apartheid du parti national.
Durant les 20 années qui suivent, les deux circonscriptions de Pietermaritzburg sont des bastions du parti uni, parfois mêmes incontestées par le parti national (1961). Lors du référendum sur la République en 1961, les électeurs de Pietermaritzburg votent non à une écrasante majorité (à 92 % dans la circonscription de Pietermaritzburg city et à 94,9 % dans celle du district) alors que le pays vote oui.
Mais lors des élections générales sud-africaines de 1974, l'éclatement de l'opposition entre progressistes et réformistes redistribue les cartes électorales. L’émergence du parti progressiste sur la gauche et la vitalité du parti national sur la droite prennent en tenaille les candidats du parti uni qui perdent des suffrages d'élections en élections. L'électorat devient moins loyaliste, plus conservateur et plus afrikaner, sans remettre en cause toutefois la domination des anglo-sud-africains.
En 1977, Danie Schutte, le candidat du parti national remporte la circonscription de Pietermaritzburg nord tandis que Mike Tarr, le candidat du Parti progressiste fédéral (PFP) s'impose dans Pietermaritzburg-sud. Mais après un mandat, lors des élections générales de 1981, Schutte est battu par Graham McIntosh (PFP). Le succès des fédéraux progressistes est aussi de courte durée car McIntosh et Mike Tarr sont, à leur tour, tous deux battus par les candidats du parti national (dont Danie Schutte) lors des élections suivantes de 1987. Pour la première fois depuis 1948, Pietermaritzburg se retrouvait au diapason avec le reste de l'Afrique du Sud blanche même si les deux circonscriptions majoritairement anglophones ont toujours rejeté le nationalisme afrikaner et que la victoire du parti national en 1987 est celle d'un nationalisme tempéré et réformiste, proche des positions du parti uni des années 1930. Un an plus tard, lors des élections municipales de 1988, le parti national fait d'ailleurs coup double en remportant la ville.
Néanmoins, lors des élections générales sud-africaines de 1989, Robert Haswell reprend la circonscription de Pietermariztburg-sud pour le parti démocratique (DP) tandis que Mike Tarr, lui aussi pour le DP, s'impose dans la circonscription nord face à Danie Schutte.
Haswell rallie le congrès national africain (ANC) en 1992 devenant l'un des 5 premiers parlementaires de l'ANC. En 1995, il est le premier maire ANC de Pietermariztburg et est, jusqu'en 2010, gestionnaire de la municipalité de Msunduzi dans laquelle est intégrée Pietermarizburg depuis 2000. De son côté, Mike Tarr rallie d'abord l'Inkatha Freedom Party en 1993 puis l'ANC en 2002 avant d'être le maire de Msunduzi en 2010 et 2011 (son père, Ashton Tarr, fut aussi maire de Pietermaritzburg en 1975).
Si la ville historique est plutôt tournée vers l'alliance démocratique, le district municipal est dominé actuellement par l'ANC.

## Administration locale
La ville est gérée par la municipalité de Msunduzi, constituée en 2000 et dont elle est le siège.

### Liste des maires de Pietermaritzburg jusqu'en 2000
| # | Nom                                                        | Parti | Mandat    |
| - | ---------------------------------------------------------- | ----- | --------- |
| 1 | David Dale Buchanan (1817-1874)                            |       | 1854-1855 |
|   | Daniel Burton Scott                                        |       | 1855-1856 |
|   | Marthinus Philippus Cornelis (Philip) Ferreira (1811-1875) |       | 1856-1857 |
|   | William Leathern George Thomson                            |       | 1857-1858 |
|   | James Archbell (1798-1866)                                 |       | 1858-1859 |
|   | John William Akerman (1825-1905)                           |       | 1859-1860 |
|   | James Archbell (1798-1866)                                 |       | 1860-1864 |
|   | Edward Tomlinson                                           |       | 1864-1867 |
|   | Samuel Williams                                            |       | 1867-1869 |
|   | Samuel Williams John Russom (1802-1880)                    |       | 1869-1870 |
|   | Edward Tomlinson William George (-1890)                    |       | 1870-1871 |
|   | William George (-1890)                                     |       | 1871-1872 |
|   | Peter Davis (1810-1885)                                    |       | 1872-1874 |
|   | Henry Pepworth (1824-1881)                                 |       | 1874-1875 |
|   | John Fleming (1822-1902)                                   |       | 1875-1877 |
|   | Wesley Francis (1836-1913)                                 |       | 1877-1879 |
|   | Peter Davis (1810-1885)                                    |       | 1879-1880 |
|   | Alfred Wesley Kershaw (1843-1918)                          |       | 1880-1881 |
|   | John Roseveare (1844-1896)                                 |       | 1881-1882 |
|   | W. S. Williams                                             |       | 1882-1883 |
|   | Henry Griffin (1826-1905)                                  |       | 1883-1884 |
|   | E. Owen                                                    |       | 1884-1886 |
|   | John Jex Chapman (1832-1904)                               |       | 1886-1889 |
|   | Edward Stephen Taylor Stantial                             |       | 1889-1890 |
|   | William Ebrington Bale (1820-1903)                         |       | 1890-1891 |
|   | Richard Mason (1827-1909)                                  |       | 1891-1893 |
|   | William Ebrington Bale (1820-1903)                         |       | 1893-1894 |
|   | Peter Carbis (1837-1918)                                   |       | 1894-1895 |
|   | Charles Goodman Levy (1847-1899)                           |       | 1895-1896 |
|   | Philip Francis Payn (1853-1916)                            |       | 1896-1897 |
|   | Thomas Wilson Woodhouse (1845-1908)                        |       | 1897-1898 |
|   | George James Macfarlane (1855-1933)                        |       | 1898-1902 |
|   | Sowersby Joseph Mason (1855-1937)                          |       | 1902-1903 |
|   | William John O'Brien (1860-1959)                           |       | 1903-1905 |
|   | Alfred Wesley Kershaw (1843-1918)                          |       | 1905-1908 |
|   | Hugh Parker (1847-1916)                                    |       | 1908-1909 |
|   | Daniel Sanders                                             |       | 1909-1913 |
|   | Percy Henry Taylor (1873-)                                 |       | 1913-1918 |
|   | A.E. Harwin                                                |       | 1918-1920 |
|   | Daniel Sanders                                             |       | 1920-1925 |
|   | John Hardy                                                 |       | 1925-1927 |
|   | David Craig Dick (1862-)                                   |       | 1927-1931 |
|   | Percy Henry Taylor                                         |       | 1931-1934 |
|   | Harry Collins (1866-)                                      |       | 1934-1935 |
|   | Albert Thurlow Allison (1893-1979)                         |       | 1935-1936 |
|   | F.J. Lewis                                                 |       | 1936-1939 |
|   | Albert Thurlow Allison (1893-1979)                         |       | 1939-1943 |
|   | Eleanor (Ethel Mariella) Russell (1898-1980)               |       | 1943-1947 |
|   | Allan E. Hirst                                             |       | 1947-1948 |
|   | George Clydesdale Jolliffe (1876-1954)                     |       | 1948-1950 |
|   | W.M. Anderson                                              |       | 1950-1951 |
|   | Danel Reynold Warmback (1911-)                             |       | 1951-1955 |
|   | Charles Bertram Downes (-1980)                             |       | 1955-1961 |
|   | George John Robert Bulman (-1986)                          |       | 1961-1964 |
|   | H.C. Franklin (-1979)                                      |       | 1964-1965 |
|   | Peter H. Rodseth (-1984)                                   |       | 1965-1967 |
|   | D.H. White-Cooper                                          |       | 1967-1969 |
|   | Cecil Woodhouse Wood (1901-1995)                           |       | 1969-1973 |
|   | J.M. Pugin (-juin 1975)                                    |       | 1973-1975 |
|   | Harry Lundie (1903-1989)                                   |       | 1975-1977 |
|   | Ashton Forrester Tarr (1911-1981)                          |       | 1977-1980 |
|   | Pamela Reid (1925-1996)                                    |       | 1980-1984 |
|   | Robin Dowling Dales                                        |       | 1984-1986 |
|   | Mark Henry Cornell                                         |       | 1986-1990 |
|   |                                                            |       | 1990-1995 |
|   | Rob Haswell                                                | ANC   | 1995-1996 |
|   | Omar Latif (v1954-2015)                                    | ANC   | 1996-1997 |
|   | Siphiwe Gwala (1948-2013)                                  | ANC   | 1997-2000 |

## Université
En 1909, le collège universitaire du Natal est fondé. En 1922, il absorbe l'institut technique de Durban. En 1949, les deux entités forment la nouvelle université du Natal, bastion de l'opposition libérale au gouvernement d'apartheid et une des premières universités à s'ouvrir aux noirs.
En 2004, l'université du Natal fusionne avec l'université de Durban-Westville pour devenir l'université du KwaZulu-Natal.

## Architecture et Tourisme
Bien que fondée par des boers, Pietermarizburg est d'architecture victorienne et présente un véritable intérêt touristique et historique pour ceux qui sont intéressés par les guerres anglo-zoulous et anglo-boers. C'est une ville agréable, commerçante possédant plusieurs rues piétionnières animées.
- Hôtel de ville construit en 1900, en brique rouge, à l'angle de Church et Commercial Street.
- Église du vœu construite en 1841 en souvenir du serment d'allégeance formulé par les Voortrekkers à la veille de la bataille de Blood River.
- Musée des Voortrekkers où notamment une salle est consacrée à Louis-Napoléon et à la présence française au Natal.
- Jardin du Souvenir, « garden of remembrance », qui rassemble plusieurs monuments consacrés à la guerre des boers et aux guerres mondiales.
- Villas victoriennes :
  - 'Old Colonial Building précédée d'une statue de Gandhi (1990) ;
  - Macrorie House (1869) sur Pine Street ;
  - Allard House et la
- Chapelle Sainte-Mary, édifice victorien, sur Loop Street.

## Personnalités liées à la commune
- Kork Ballington, pilote de vitesse moto sud-africain 250 cm3 et 350 cm3.
- Jon Ekerold, pilote de vitesse moto sud-africain 350 cm3.
- Brett Evans, (footballeur, étudiant ici.
- Bessie Head, écrivain né à Pietermaritzburg en 1937.
- Thuso Mbedu, actrice sud-africaine, née à Pietermaritzburg en 1991.
- Greg Minnaar, né en 1981 à Pietermaritzburg, VTTiste sud-africain.
- Bryce Moon, footballeur sud-africain né en 1986 à Pietermaritzburg
- Shaun Morgan, chanteur et guitariste du groupe rock grunge Seether, né en 1978 à Pietermaritzburg .
- Nonkululeko Nyembezi-Heita, née dans cette ville en 1960, femme d'affaires
- Futhi Ntshingila, née dans cette ville en 1974, écrivaine sud-africaine.
- Alan Paton, né en 1903 dans cette ville, écrivain et homme politique sud-africain, opposé à l'apartheid, auteur de Cry the Beloved Country (Pleure, ô pays bien-aimé).
- Kevin Pietersen, né en 1980 ici, joueur de cricket anglais.
- Tom Sharpe, écrivain satirique britannique, venu s'installer en Afrique du Sud en 1951, d'où sa mère était originaire. Ses deux premiers romans, Mêlée ouverte au Zoulouland (Riotous Assembly, publié en 1971) et Outrage public à la pudeur (Indecent Exposure, publié en 1973), se passe ici. Il a été expulsé d'Afrique du Sud en raison de son opposition à l'apartheid.
- Dale Stewart, né ici en 1979, bassiste du groupe de rock grunge Seether.
- Kevin Volans, né ici en 1949, compositeur de musique.

## Odonymie
En 2005, dix-neuf noms de rues du centre-ville ont changé de nom pour un montant de 350 mille rands (42 372 euros).  
| Anciens noms            | Nouveaux noms depuis 2005                |
| ----------------------- | ---------------------------------------- |
| Baynes Drift Road       | Chief Mhlabunzima Road                   |
| Berg Street             | Hoosen Haffejee Street                   |
| Bishopstowe Road        | Harriette Colenso Road                   |
| Chapel Street           | Peter Kerchhoff Street                   |
| Commercial Road         | Albert Luthuli Street                    |
| Duncan Mckenzie Drive   | Peter Brown Drive                        |
| Durban Road             | Alan Paton Avenue                        |
| East Street             | Masukwana Street                         |
| Edendale Road           | Moses Mabidha Road et Selby Msimang Road |
| Longmarket Street       | Langlibalele Street                      |
| Loop Street             | Jabu Ndlovu Street                       |
| Murray Road (en partie) | Gladys Manzi Road                        |
| New Greytown Road       | Bhambatha Road                           |
| Newport Drive           | Archie Gumede Drive                      |
| Old Greytown Road       | Chota Motala Road                        |
| Richmond Road           | Reggie Hadebe Road                       |
| Slangspruit Road        | Skhumbuzo Ngwenya Road                   |
| Sweetwaters Road        | Mbubu Road                               |
| 333 Church Street       | AS Chetty building                       |

## Sport

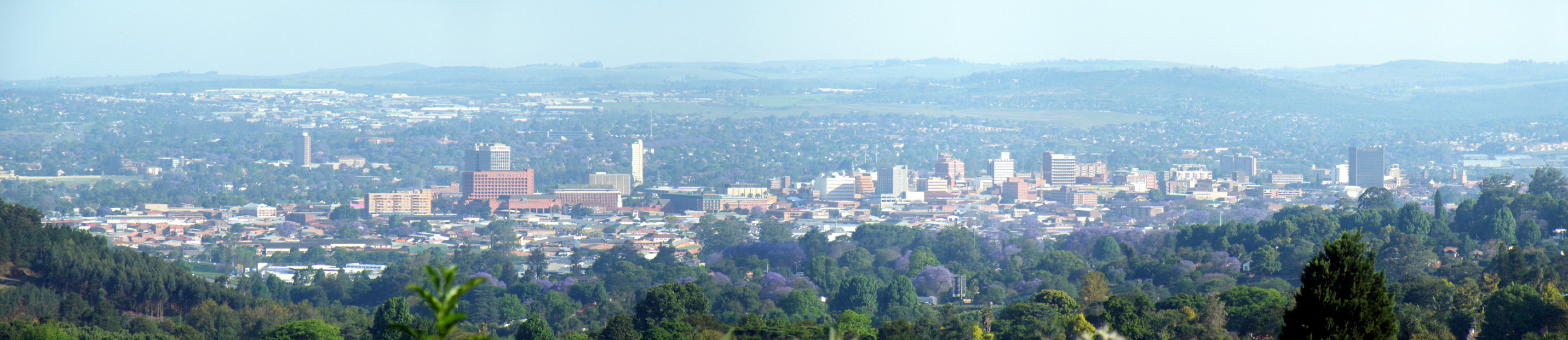
Panorama de Pietermaritzburg depuis Chase Valley.

Chaque mois de janvier, une course marathon en canoë est organisée entre Pietermaritzburg et Durban, sur les rivières Msunduzi et Mgeni à travers la vallée des mille collines jusqu'au barrage d'Inanda (Inanda Dam) puis jusqu'à l'embouchure de la rivière Mgeni.
Depuis 1921, au mois de juin, une course à pied appelée "Comrades Marathon" est organisée entre Pietermaritzburg et Durban.
Le South African Tourist Trophy, fut disputé sur le circuit Roy Hesketh à Pietermaritzburg, le 23 janvier 1972. La course fut rendue particulièrement difficile en raison de la grande chaleur et seuls 5 des 33 concurrents au départ atteignirent la ligne d'arrivée. La course a été remportée par Agostini, devant Sheene et Ballington. En 1973, le gouvernement sud-africain a interdit tout sport automobile en raison de la crise mondiale du pétrole, le circuit est entré en déclin et a finalement fermé en 1981 après seulement 28 ans.
En avril 2009, Pietermaritzburg est l'hôte d'une coupe du monde de vélo de montagne sanctionnée UCI. Chaque année une manche de l'UCI Mountain Bike World Cup y est organisée.

## Environs et desserte
La ville est un point d'accès aux Midlands et aux champs de bataille du Natal.
Elle est desservie principalement par l'aéroport de Durban (ex-Louis Botha Airport).

## Galerie

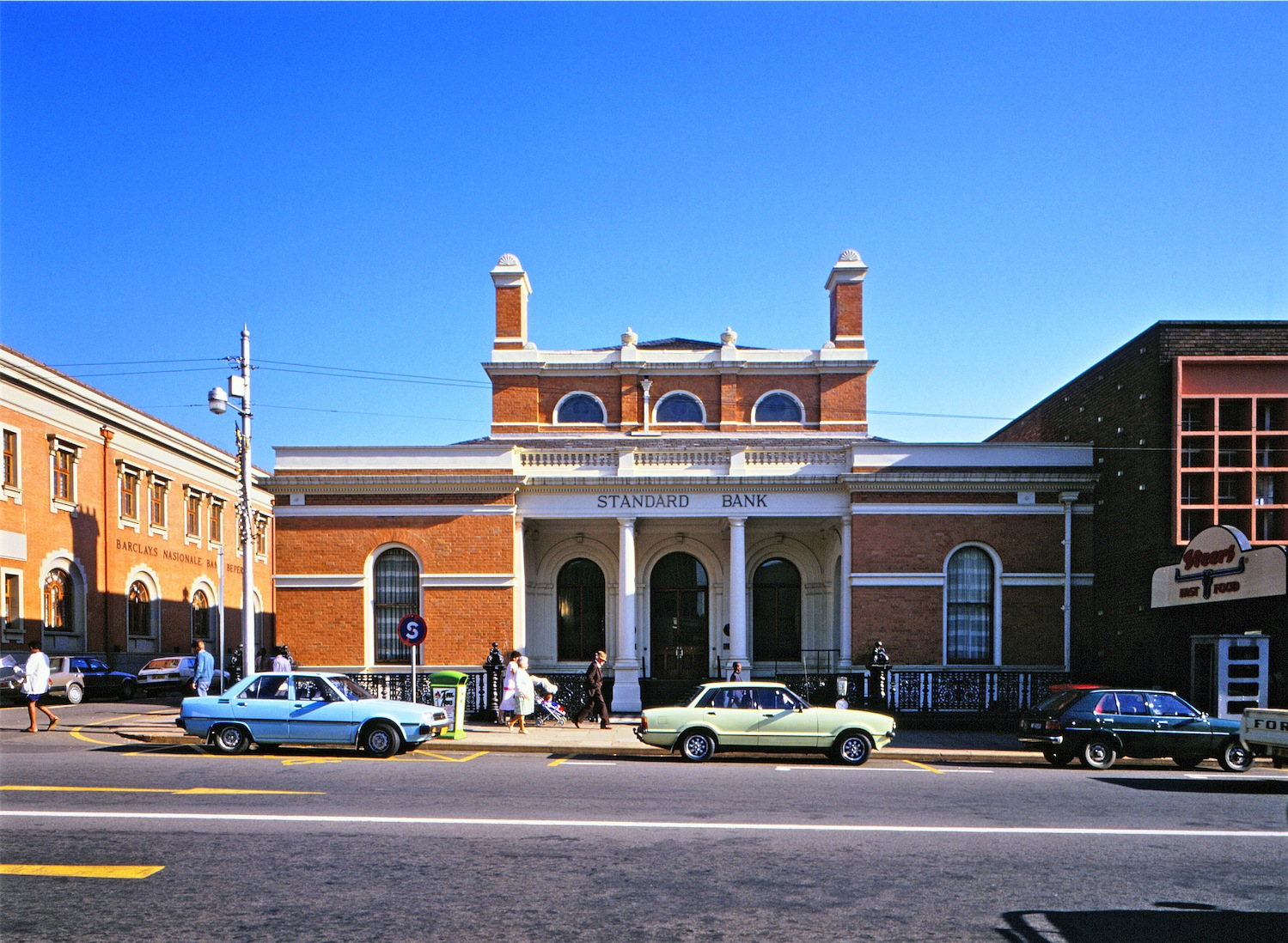
Dudgeon House sur Longmarket Street.
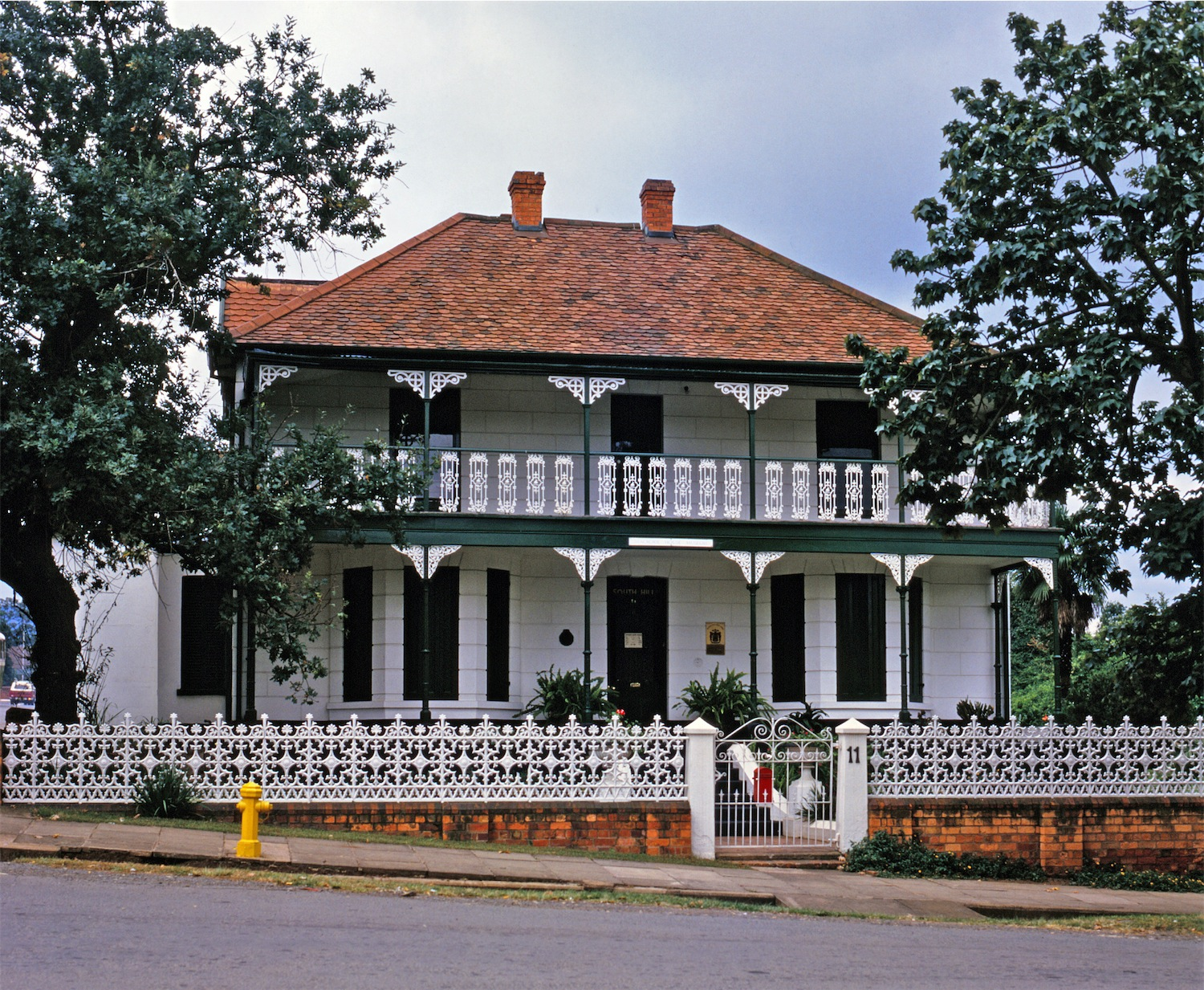
Macrorie House à l'angle de Loop et Pine Street.
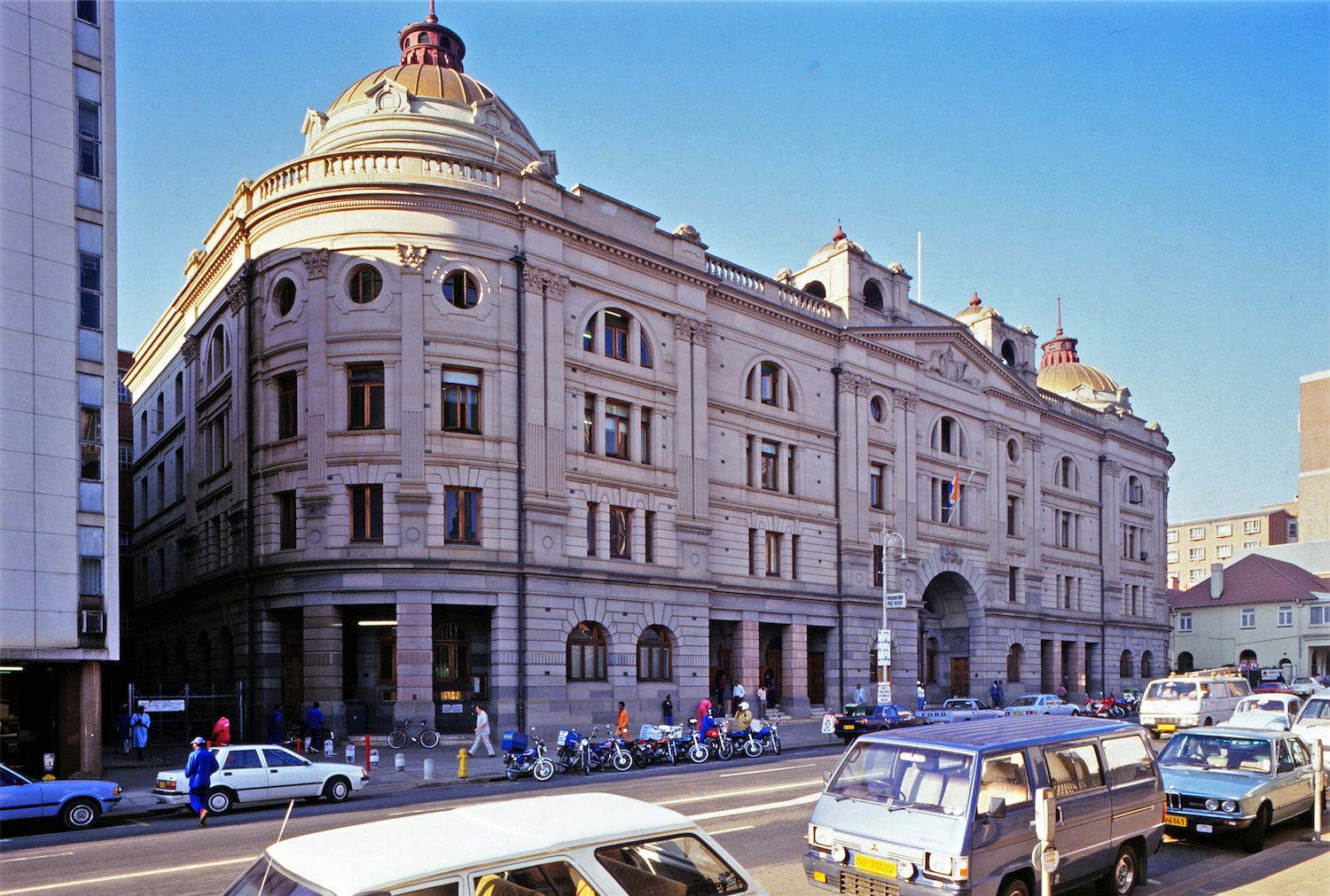
Bâtiment principal des postes (1903) sur Longmarket Street.
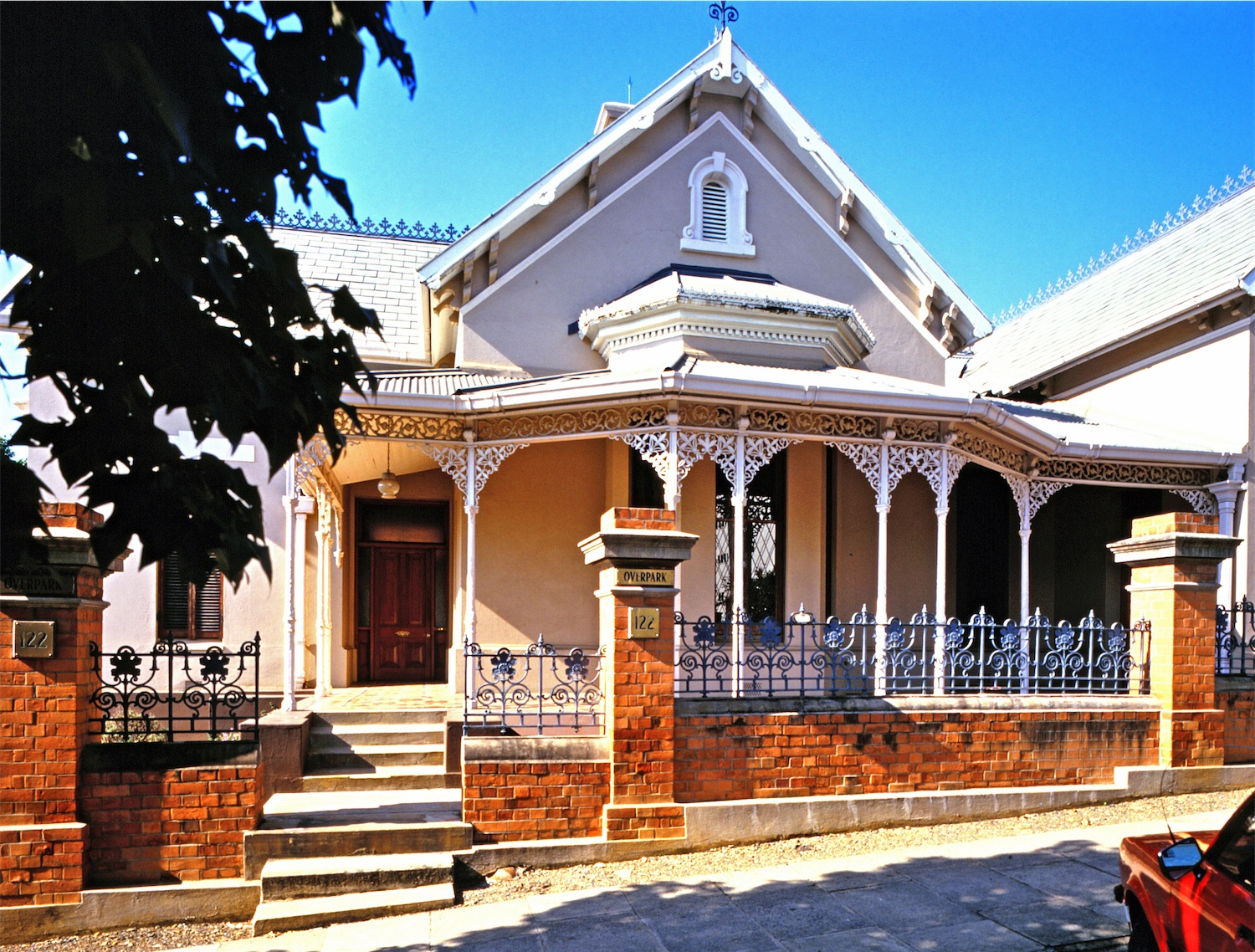
Overpark house (1884) sur Loop Street.
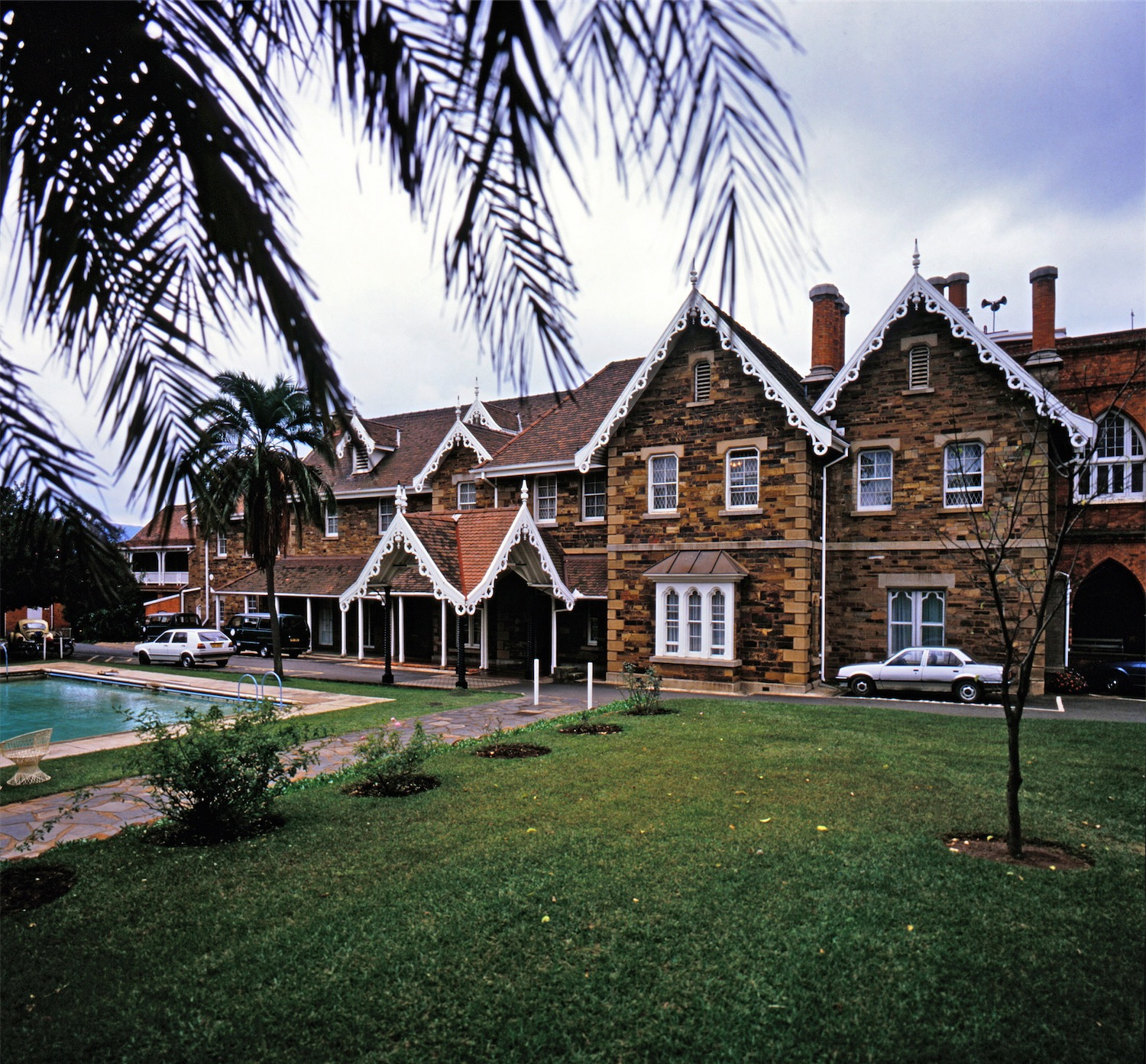
Old Government House sur Longmarket Str.
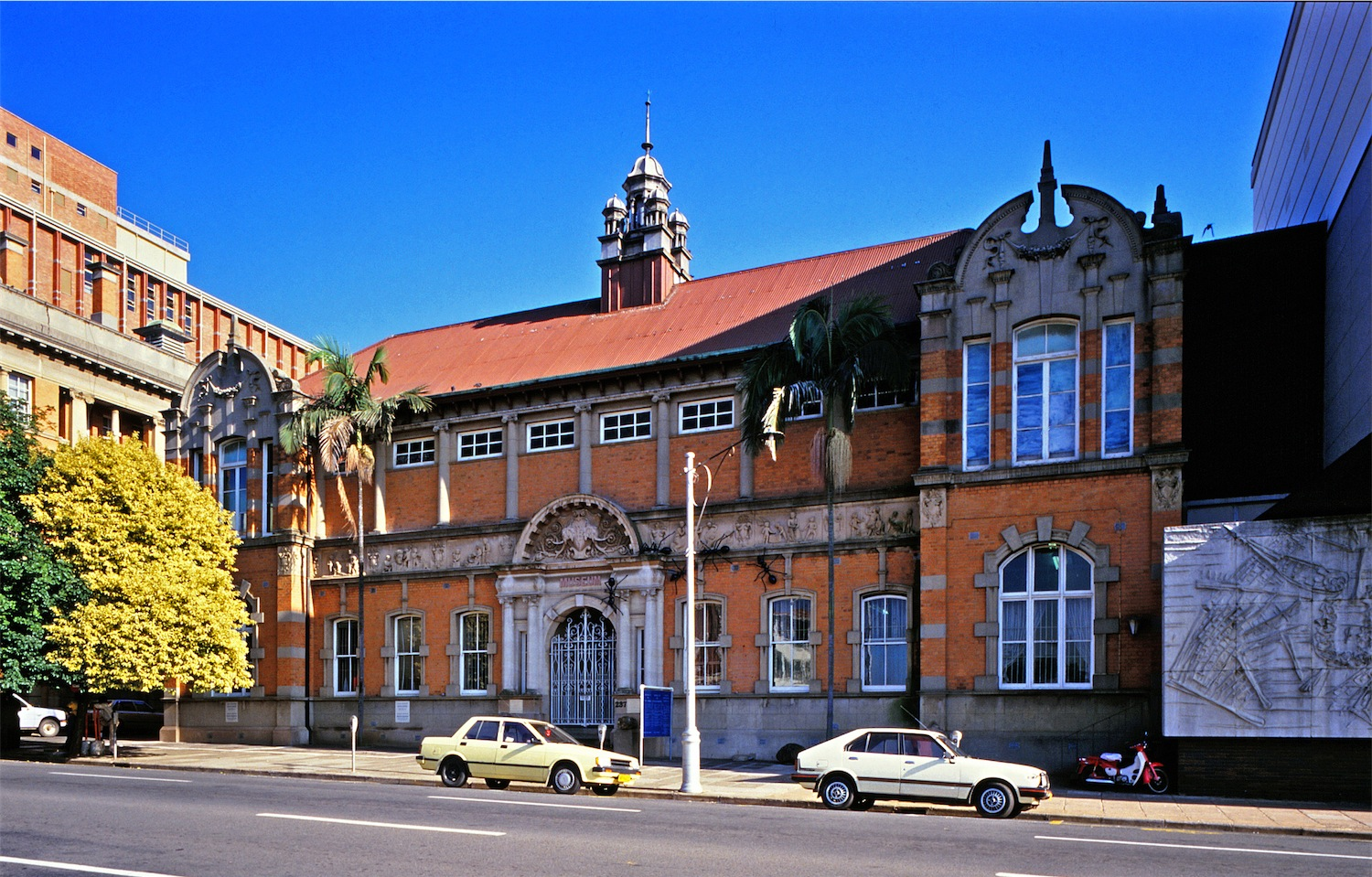
Natal Museum.
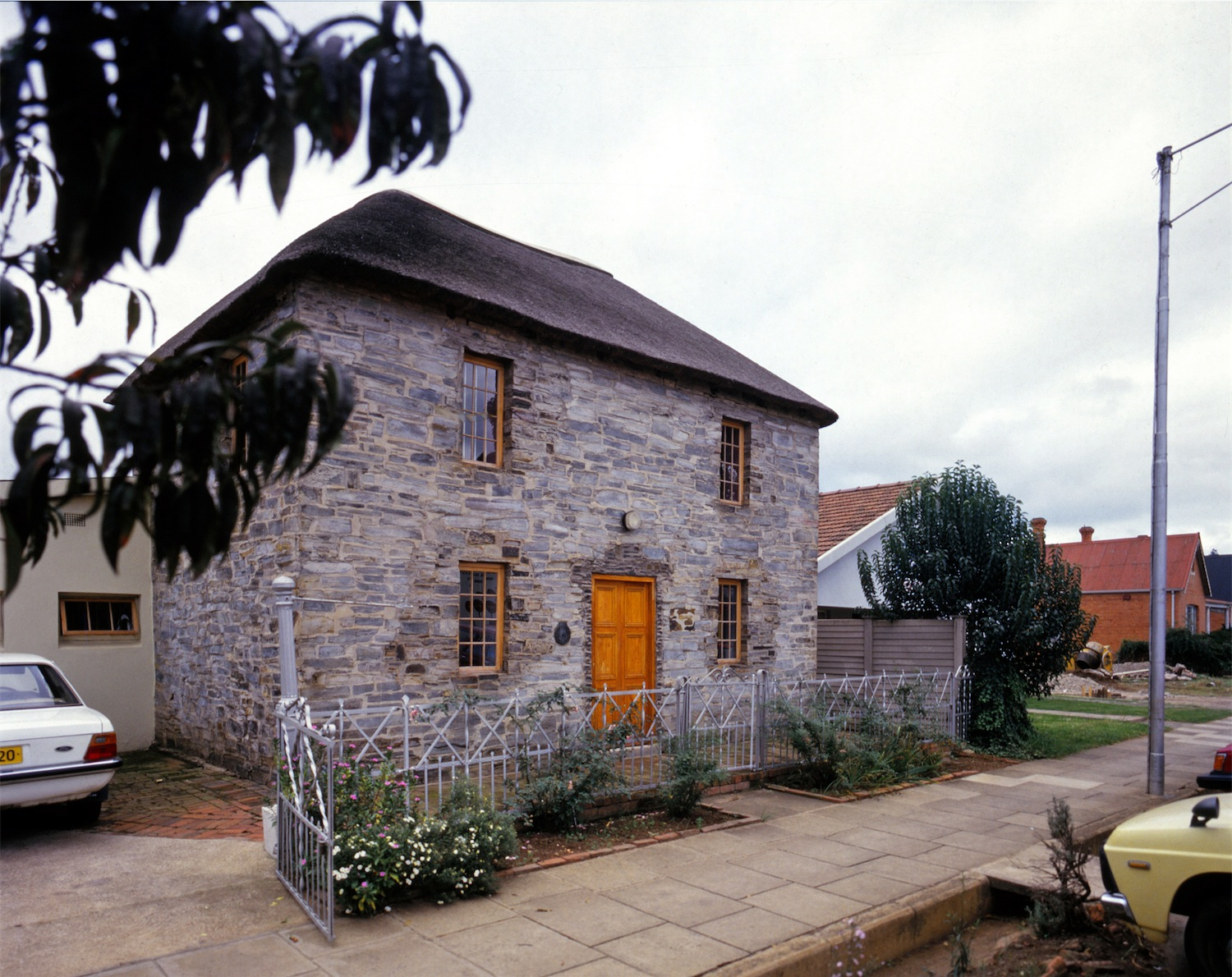
Voortrekker House (1846) construite par Petrus Gerhardus Pretorius.
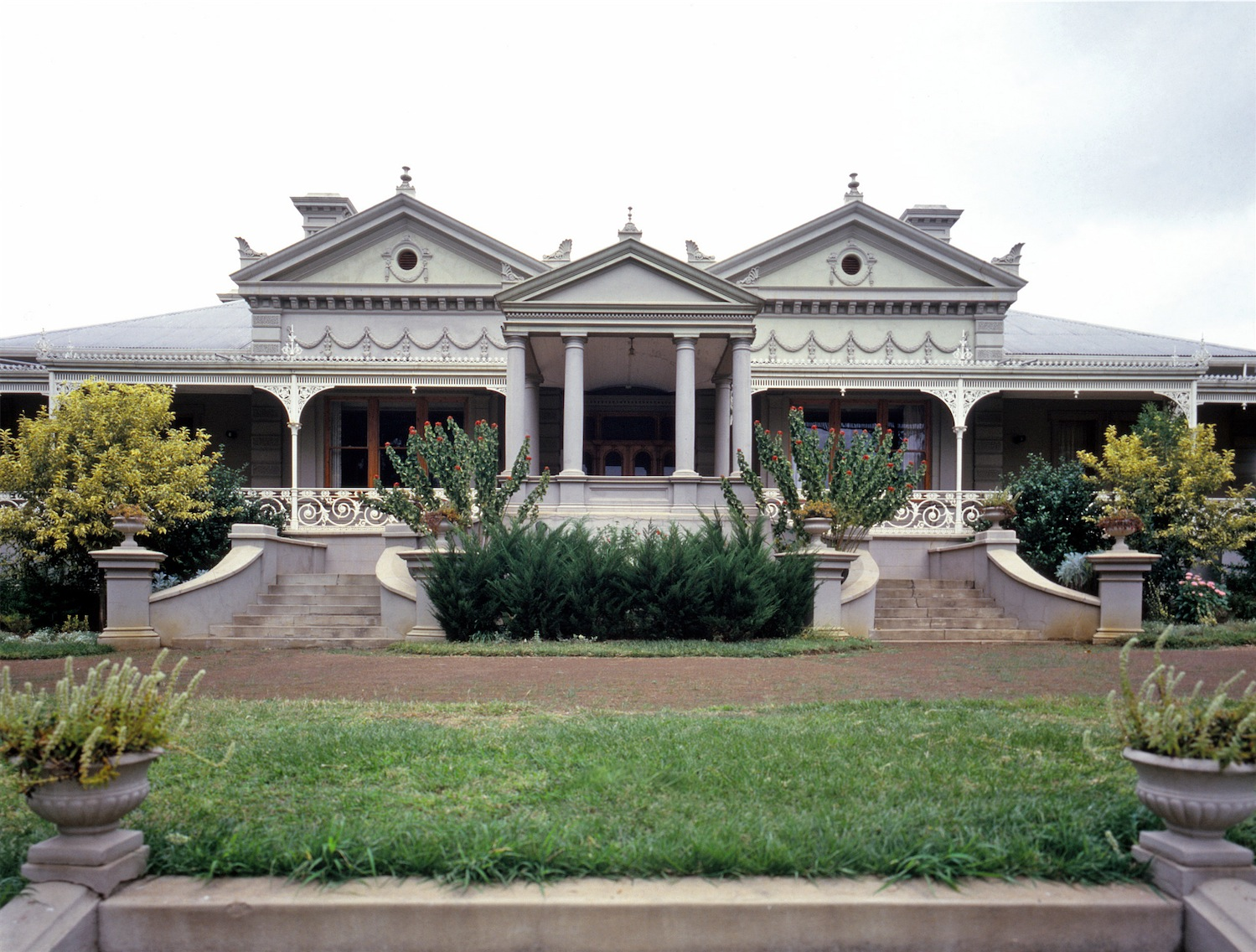
Maison Sans Souci (1883) sur Trelawney Road
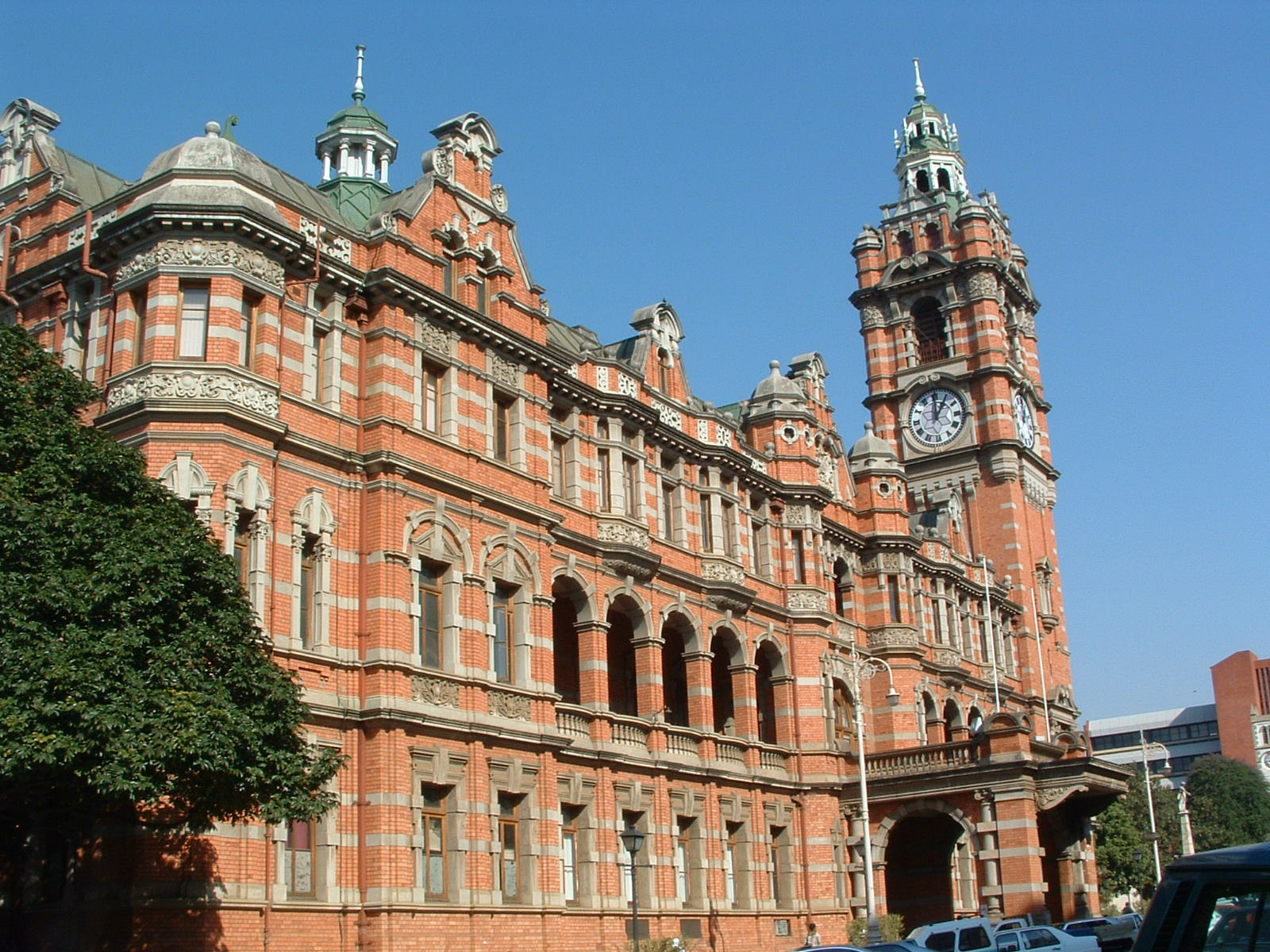
Hôtel de ville de Pietermaritzburg.
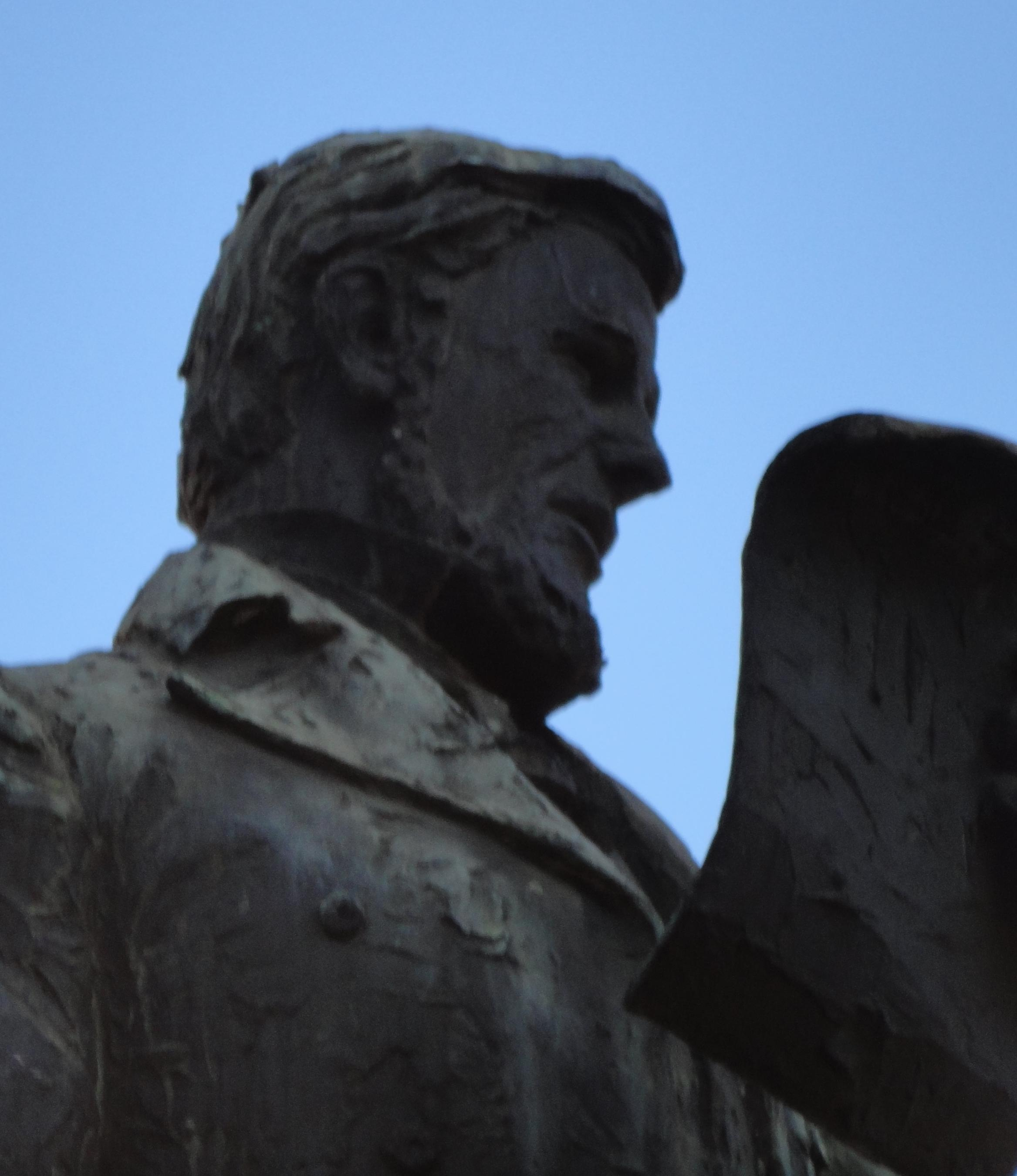
Statue de Gerrit Maritz..